# Four Flyers

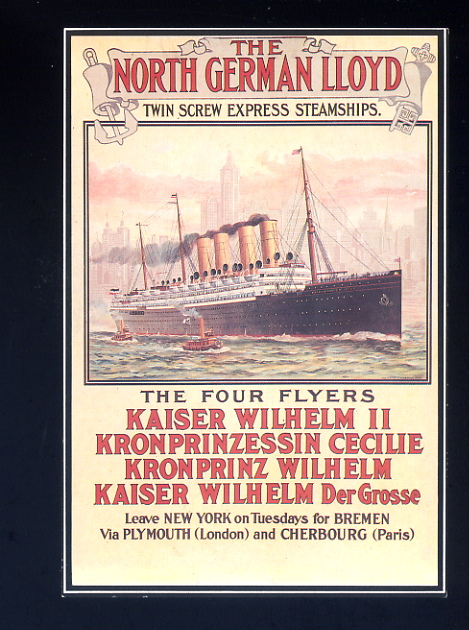
Reclame voor de Four Flyers

The Four Flyers waren vier grote schepen van de rederij Norddeutscher Lloyd. De vier schepen waren bekend voor hun betrouwbaarheid, enorme luxe en vooral hun snelheid. Alle schepen werden ingericht door Johannes Poppe en drie behaalden zelfs de blauwe wimpel. 

## Schepen
- Kaiser Wilhelm der Grosse (1897 -1914), blauwe wimpel van 1897 tot 1900
- Kronprinz Wilhelm (1901 - 1923), blauwe wimpel van 16 september 1902 tot 8 september 1903
- Kaiser Wilhelm II (1903 - 1940), blauwe wimpel van juni 1904 tot 1907
- Kronprinzessin Cecilie (1907 - 1940)